# گاس لئونارد
گاس لئونارد (انگلیسی: Gus Leonard؛ ‏ ۴ فوریهٔ ۱۸۵۹ – ۲۷ مارس ۱۹۳۹) بازیگر اهل ایالات متحده آمریکا بود.

## گزیده فیلم‌شناسی
- لوک، راننده تاکسی
- لوک، گلادیاتور
- لوک تنها، بیمارانش را از دست می‌دهد
- خواب پراکنده لوک
- زنان سرکش لوک تنها
- لوک تنها، پیک
- لوک تنها، تعمیرکار خودرو
- لوک تنها، لوله‌کش
- لوک تنها در تین کن الی
- زندگی پر جنب‌وجوش لوک تنها
- لوک دل لیدی فیر را می‌رباید
- لوک تنها، وکیل مدافع
- دردسرهای لوک در تراموا
- صبر کن! لوک! گوش کن!
- عشق، خنده و هیجان
- در سالن نمایش قدیمی
- تنها پدرش
- رأی‌ها را بشمارید
- دِین خود را ادا کن
- پول کاغذی
- هل نده
- یک ماه عسل پرجنب‌وجوش
- فقط همسایه و بس
- بیرون تراموا
- دزد را بزن
- تپانچه‌هایی برای صبحانه
- یک سرباز وظیفه در سیبری
- دیگر موجود نیست!
- ماراتن
- خودشه
- یک عاشقانه اوزارک
- آیا کلاهبرداران دغل‌کار هستند؟
- جایی در ترکیه
- بگیرش، گردن‌کلفت!
- آتش‌نشان فرزند مرا نجات بده
- همرنگ جماعت شو
- جوانک مهارنشدنی
- رِند شهری
- گاسی دو لول
- بیا بریم
- با عجله
- لطفاً دلپذیر باش
- خانم‌ها وارد می‌شوند
- اطلاع محرمانه
- جنگل سنگی
- دوباره بزنش
- تب بهاری
- رینبو آیلند
- حرکت کن
- در کنار امواج غم‌زده دریا
- هارولد لوید به دانشگاه می‌رود
- دیوانه سینما
- مظلوم و بی‌آزار
- جناب اعلیحضرت حقه‌باز
- دست به دهان
- ایده بزرگ
- ما هرگز نمی‌خوابیم
- بلیس
- هیچ‌کجا مثل زندان نیست
- لاس
- بزن به چاک
- دزدزده
- آن طرف حصار
- دردسر برادوی
- هوت مون!
- به غرب برو
- رقاص‌های پنج سنتی
- همه سرنشینان
- خجالتی
- خجالتی